# Aljmaš
Aljmaš (deutsch Apfeldorf, ung. Almás) ist ein Dorf und Teil der slawonischen Gemeinde Erdut in Ostkroatien. Aljmaš ist ein Marienwallfahrtsort.

## Geographie

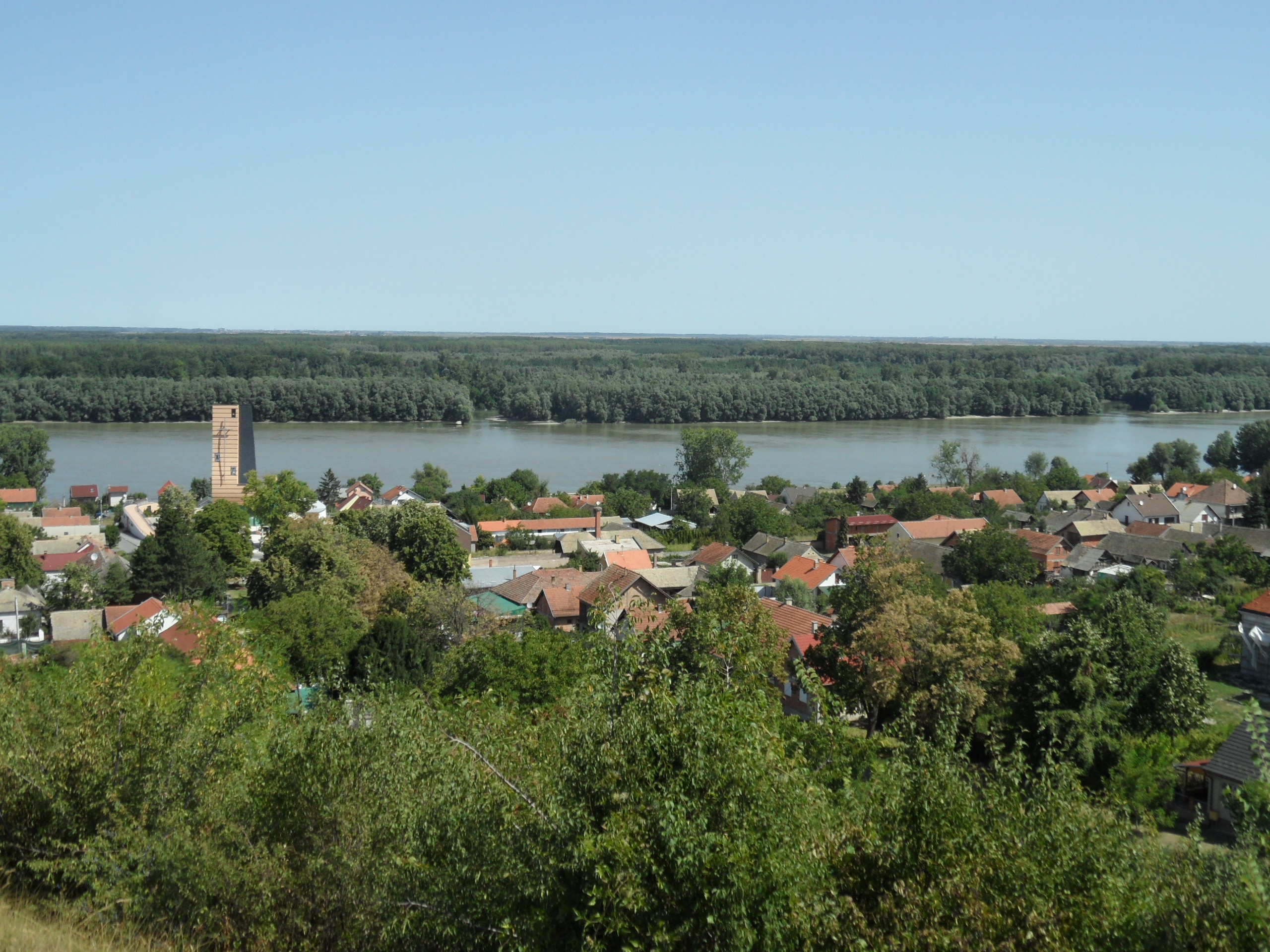
Blick auf den Ort

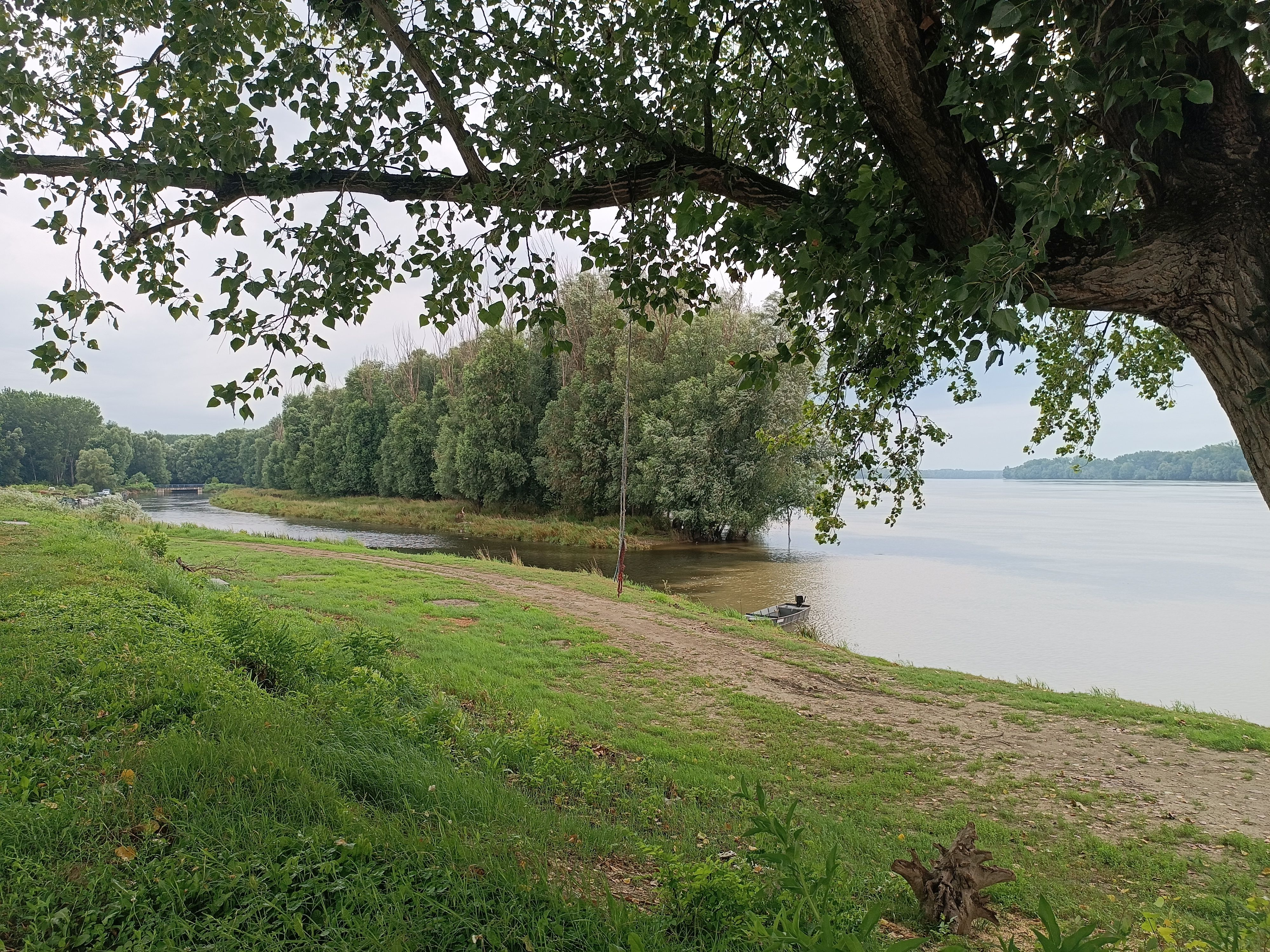
Priljevomündung in die Donau

Das kleine Dorf befindet sich 20 Kilometer östlich der Stadt Osijek an der Mündung der Priljevo (Abfluss des Draualtarmes Stara Drava) in die Donau, circa 2 km stromabwärts der Mündung der Drau (Drava) in die Donau etwa 93 Meter über Adria. 
Aljmaš hat eine Katasterfläche von 15 km² und eine Einwohnerzahl von 645 (2001). Noch im Jahre 1953 lebten in Aljmaš rund 1300 Einwohner.
Heutzutage ist Aljmaš nicht nur für Pilger attraktiv, sondern auch für zahlreiche Touristen und Fischer, die größtenteils ihre Wochenenden in dem kleinen Dorf mitten in der Natur verbringen wollen.

## Geschichte

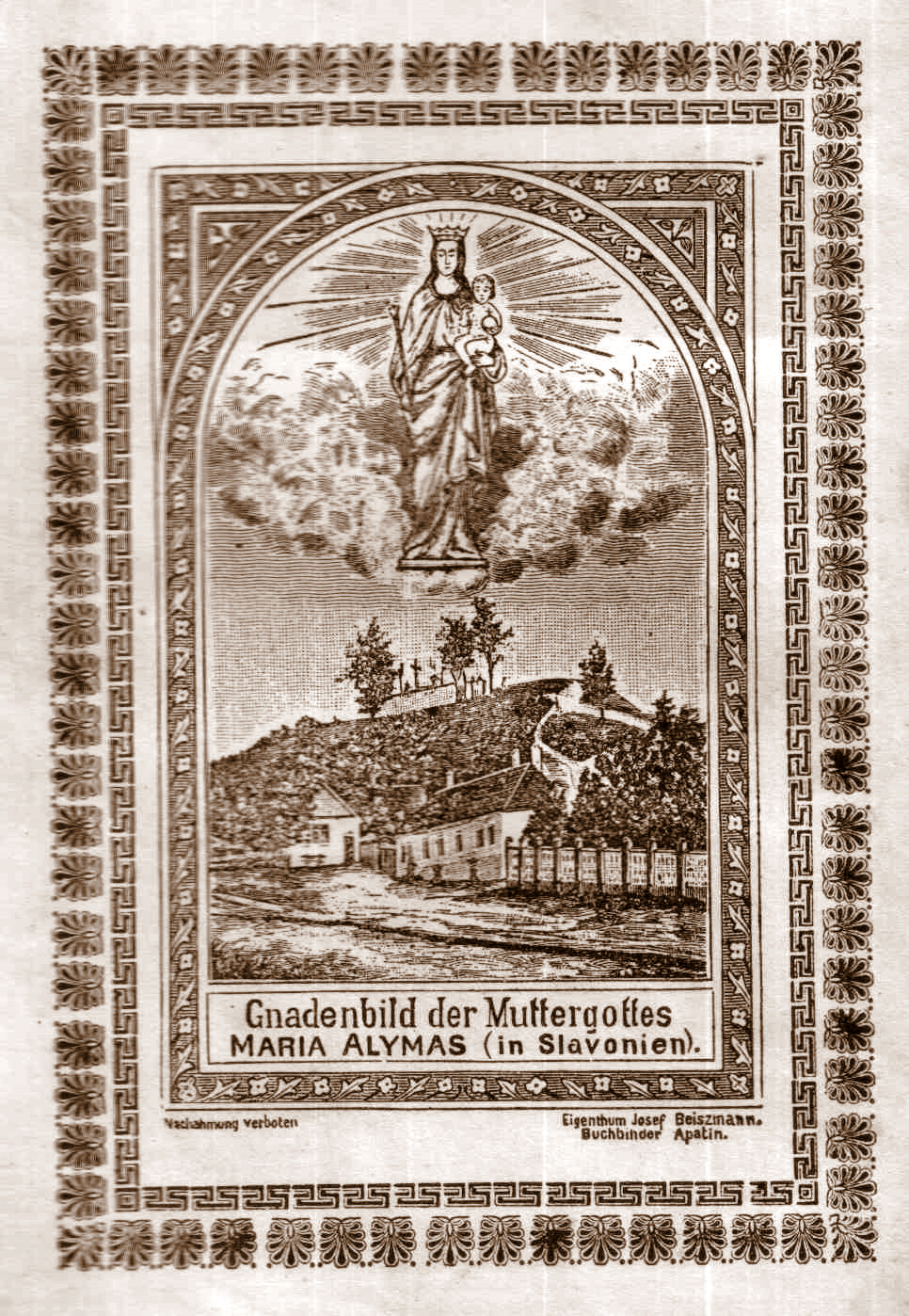
Altes Bildchen (1852)

Aljmaš ist ein altes kleines Dorf, in welches sich Anfang des 7. Jahrhunderts Kroaten angesiedelt haben. Im Mittelalter war das Dorf eine Handels- und Handwerkssiedlung, und von Ungarn und Kroaten bewohnt. Bis 1945 lebten hier auch einige deutschsprachige Donauschwaben, die ihre Häuser jedoch wegen der kommunistischen Verfolgung verlassen mussten.
Das Dorf wurde erstmals im Jahre 1332 schriftlich erwähnt. 
Seit 1807 besitzt Aljmaš eine Kirchengemeinde mit eigenem Diözesanpriester des Bistums Syrmien, der sowohl die Gemeinde als auch die Wallfahrtskirche betreute. Im Ort existiert seit 2003 bereits das vierte Kirchgebäude; die vorhergehenden stammten aus den Jahren 1687, 1708 und 1847 (1852 geweiht). Die erste Kirche, die sich am selben Ort wie die nachfolgenden befand, wurde im Jahre 1687 gebaut und bestand aus einem Fachwerk aus Ästen, Schlamm und Schilfrohr. 

## Wallfahrtsort

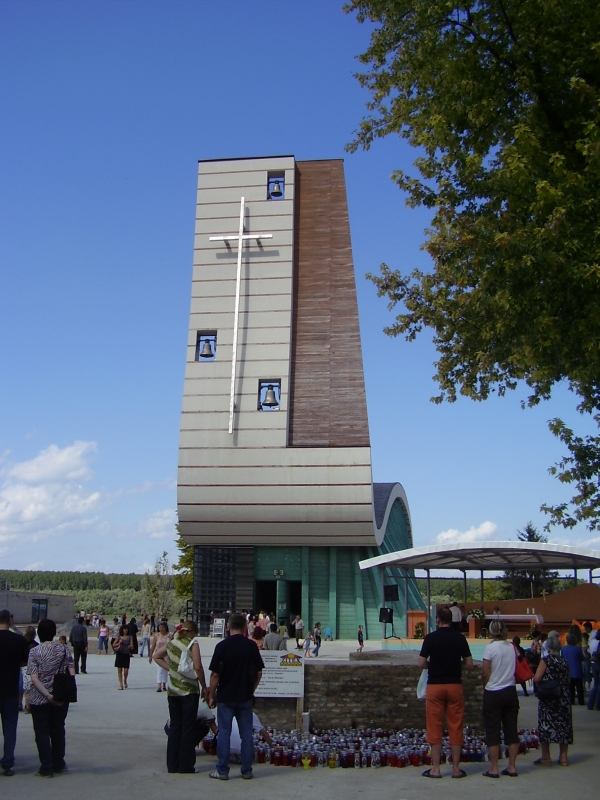
Neue Kirche in Aljmaš (gebaut 2003)

Aljmaš ist ein bekannter Marienwallfahrtsort. Gläubige pilgern schon seit 1704 nach Aljmaš zur „Muttergottes der Zuflucht“
(kroatisch Gospa od Utočišta) oder „Muttergottes von Aljmaš“ (Gospa Aljmaška).
Damals kam aufgrund von Streitigkeiten zwischen Calvinisten und dem in Osijek ansässigen Jesuitenorden eine Marienstatue nach Aljmaš. Weil die Einwohner des Ortes der Statue eine Zufluchtsstätte gaben, erhielt sie ihren Beinamen. 
Von 1708 bis 1718 wurde eine Kirche, in welcher die Marienstatue aufbewahrt wurde, in Aljmaš errichtet. 
Bei einem Brand 1846 wurde die Kirche mitsamt der Marienstatue zerstört. Im folgenden Jahr begann der Bau einer neuen Kirche von 370 m² Größe und es wurde ein Heiligtum errichtet, in dem nun ein Bild der Marienstatue zu sehen war. Dieses Bild der Marienstatue ist das Einzige, was vor dem Feuer bewahrt werden konnte. Beides wurde vom Bischof von Đakovo, Josip Juraj Strossmayer geweiht, der 1865 eine neue Marienstatue stiftete.
Das Innere der Kirche wurde im Jahre 1928 von Vjekoslav Pifat, einem Künstler aus Vukovar, bemalt. In der Kirche befanden sich zwei Gräber, nämlich die von Antun Adamovich und seinem Sohn Rudolf aus Čepin, den Architekten der Kirche. Josip Obletter aus Tirol war der Architekt des Hauptaltares, der auch einen weiteren Altar in der Kirche entworfen hat. Die Orgel wurde von Lorenzo Fabing aus Osijek gebaut.
1991 wurde die Kirche im Kroatien-Krieg von serbischen Truppen in fünf Angriffen vollständig zerstört.
- 19. September 1991: die Kirche wird mit Granaten aus Kanonen und Panzern beschossen
- 22. September 1991: der Glockenturm der Kirche wird beschädigt
- 12. Juli 1991: die Decke der Kirche ist zerstört, sowie auch die Altare, Statuen und die restliche Einrichtung
- 29. April 1992: der Glockenturm wird vollständig zerstört
- 14. August 1993: die Kirche wird vollständig zerstört, zurückblieben nur Trümmer und eine Ecke

Die Marienstatue blieb in der zerstörten Kirche unbeschädigt und wurde bis 1997 in Osijek aufbewahrt. Seit dem 1. August 1998, exakt sieben Jahre nach der Vertreibung der Bewohner, befindet sie sich wieder in Aljmaš; seitdem finden jedes Jahr, vor allem zu Mariä Himmelfahrt, Pilgerfahrten statt. Jährlich kommen bis zu 100.000 Pilger und Touristen nach Aljmaš. 
Im Jahre 2001 begann man am selben Platz mit dem Bau der vierten Kirche in Aljmaš, die im Jahre 2003 fertiggestellt wurde. Im Jahr 2007 wurden auch die restlichen Arbeiten an der Kirche, z. B. die Grünanlage, zahlreiche Beichtstühle, ein Souvenirladen und einige Räume für die Pilger, fertiggestellt.
Seitdem steht in Aljmaš eine der schönsten und vor allem modernsten Kirchen Kroatiens, die die Form eines Schwanes hat und sich in den Hintergrund der Donau einfügt.

### Kalvarienberg

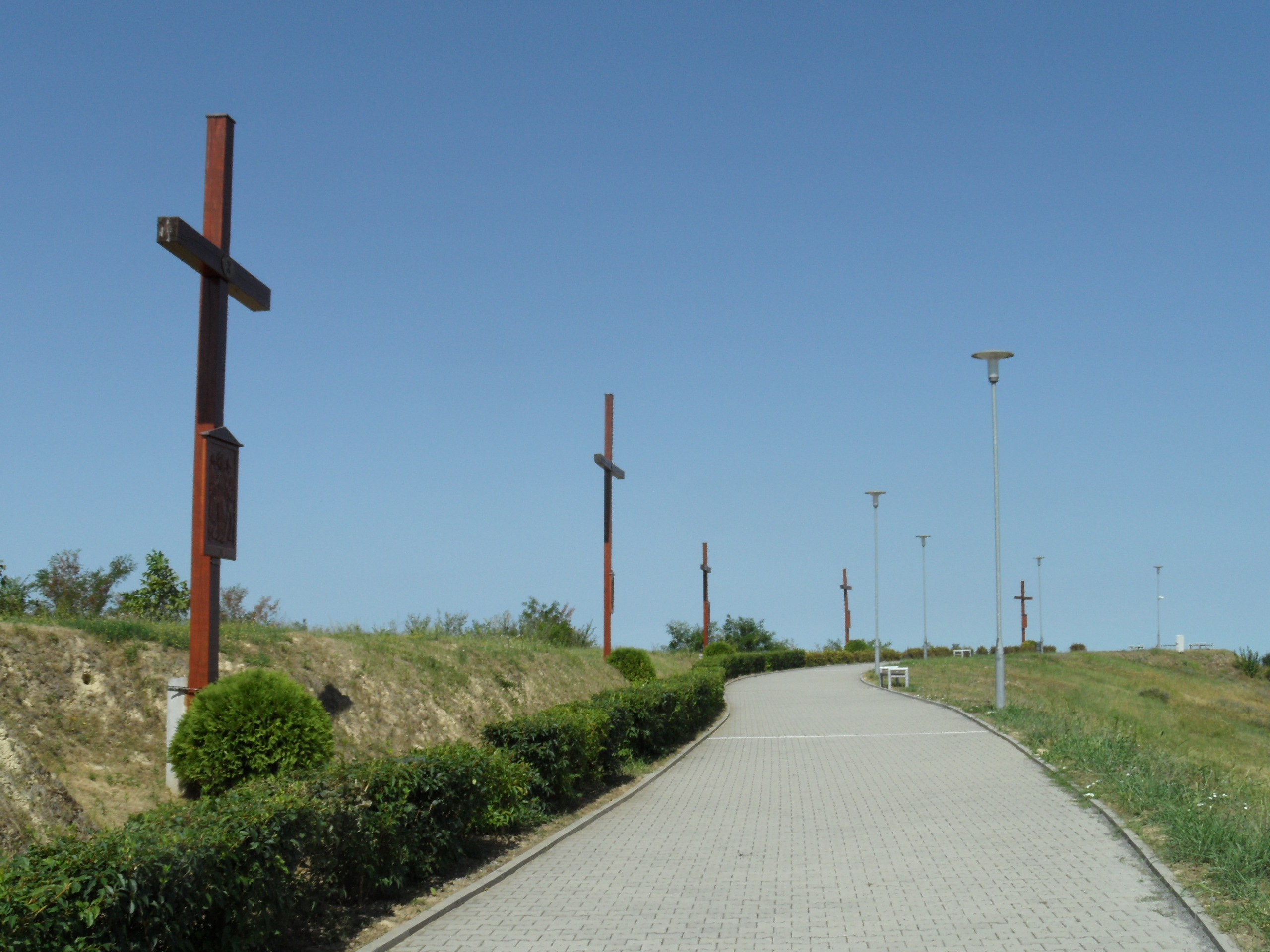
Kalvarienberg

In Aljmaš ist der Kalvarienberg mit dem Kreuzweg eines der Wahrzeichen des Wallfahrtsortes. Im Jahre 1952 baute die jugoslawische Volksarmee unter dem Hügel einen Bunker, dem im folgenden Jahr auch der Kalvarienberg zum Opfer fiel, um das Schuss- und Sichtfeld freizuhalten. 50 Jahre später begann man mit dem Wiederaufbau des Kreuzwegs, der am 1. August 2006 fertiggestellt wurde. Der Kreuzweg hat eine Länge von 480 m, auf dem 14 große Holzkreuze aufgestellt wurden.

## Infrastruktur
Aljmaš verfügt über einen Schiffsanleger. Der Anleger liegt beim Donau-Kilometer 1.380. Er ist derzeit neben Vukovar der einzige Donau-Anleger in Kroatien. Flusskreuzfahrtschiffe legen hier an, um Ausflüge nach Osijek durchzuführen.